# Mario Carìa
Mario Carìa (Roma, 3 maggio 1934 – Roma, 13 settembre 2001) è stato un illustratore e fumettista italiano.

## Biografia
Dopo aver frequentato la Scuola d’Arte Ornamentale e l’Accademia del Nudo, esordì ventenne come illustratore per gli studi Il Paradiso e Favalli; successivamente, dal 1958 al 1986 fu attivo anche come cartellonista cinematografico e realizzò numerose copertine di varie collane di romanzi tascabili; nel 1960 realizzò anche materiale pubblicitario per le Olimpiadi di Roma; continua a realizzare copertine per collane di romanzi rosa per editori sudamericani.
Negli anni sessanta esordì come fumettista realizzando alcuni episodi della serie I Fratelli Senzapaura edita da Mario Nerbini ma anche in questo campo divenne particolarmente attivo come copertinista realizzandone numerose dal 1963 al 1980 per le pubblicazioni della casa editrice Fratelli Spada oltre a realizzare illustrazioni per racconti in prosa.
Dagli anni sessanta agli anni novanta continua a realizzare copertine per numerose collane a fumetti tascabili anche di altri editori come la Edifumetto. Durante i primi anni Settanta fu anche scenografo per il produttore Dino De Laurentiis e si dedica a realizzare quadri su commissione di privati.